# Ritmo lombardo
Ritmo lombardo é um ritmo associado primeiramente com a música barroca, que geralmente consiste de uma nota curta seguida por uma loga, como em uma colcheia acentuada seguida por uma semínima pontuada; ou uma semínima seguida por uma mínima. Isto afeta a nota de maneira contrária ao efeito conhecido pelo nome de notes inégales, no qual um valor longo é seguido pelo curto. O ritmo lombardo é especialmente característico da música italiana no estilo da década de 1740.